# Konrad Hofmann (Romanist)

Konrad Hofmann, der Altmeister der Philologie

Konrad Hofmann (* 14. November 1819 in Kloster Banz; † 30. September 1890 in Waging am See) war ein deutscher Romanist, Germanist und Mediävist.

## Leben und Werk
Hofmann machte sein Abitur in Bamberg. Er studierte in München, zuerst drei Jahre Medizin, dann Philologie, diese auch in Erlangen, Leipzig, Berlin, wieder München und wieder Leipzig. Dort promovierte er 1848 bei Heinrich Leberecht Fleischer sanskritistisch über einen Upanischad (ungedruckt). Dann ging er zum Studium des französischen Mittelalters nach Paris. Gefördert von Johann Andreas Schmeller, wurde er dessen Nachfolger, 1853 als außerordentlicher, 1856 als ordentlicher Professor auf dem altdeutschen Lehrstuhl an der Universität München, der 1869 offiziell um den romanistischen erweitert wurde, nachdem Hofmann schon von Anfang an auch das Gebiet des Altfranzösischen mit vertreten hatte.

## Schriften (Auswahl)
- Ueber homo und deus. In: Zeitschrift der Deutschen Morgenländischen Gesellschaft, Band 1. 1847. S. 321–326 (Digitalisat).
- Über ein Fragment des Guillaume d'Orenge. München 1851.
- Amis et Amiles und Jourdaines de Blaivies. Zwei altfranzösische Heldengedichte des kerlingischen Sagenkreises. Erlangen 1852. 2. Auflage 1882.
- Girartz de Rossilho. 1855 (Die Werke der Troubadours. 2).
- mit Alois Joseph Vollmer: Das Hildebrandslied. Leipzig 1850.
- mit Ferdinand Wolf: Primavera y flor de romances ó colección de los mas viejos y mas populares romances castellanos. Berlin 1856.
- Das Rolandslied. Oxforder und Venediger Text. München 1868.
- Alexis. München 1868.
- Ein katalanisches Thierepos von Ramon Lull. München 1871.
- Zur Textkritik der Nibelungen. München 1872.
- Der Münchener Brut. Gottfried von Monmouth in französischen Versen des XII. Jahrhunderts. Halle a. S. 1877.
- Joufrois altfranzösisches Rittergedicht. Halle a.S. 1880.
- Lutwins Adam und Eva. Tübingen 1881.
- Altburgundische Übersetzung der Predigten Gregors über Ezechiel aus der Berner Handschrift. München 1881.
- als Hrsg. mit T. M. Auracher: Dioscorides Longobardus. (Cod. Lat. Monacensis 337) Aus T. M. Aurachers Nachlass herausgegeben. (Teil 1) In: Romanische Forschungen. Band 1, 1883.
- Johann Andreas Schmeller. Eine Denkrede. München 1885.